# Івановка (Старошайговський район)
Іва́новка (рос. Ивановка, ерз. Ивановка) — селище у складі Старошайговського району Мордовії, Росія. Входить до складу Старофедоровського сільського поселення.
Населення — 17 осіб (2010; 25 у 2002).
Національний склад (станом на 2002 рік):
- росіяни — 100 %